# Alfred Wallner

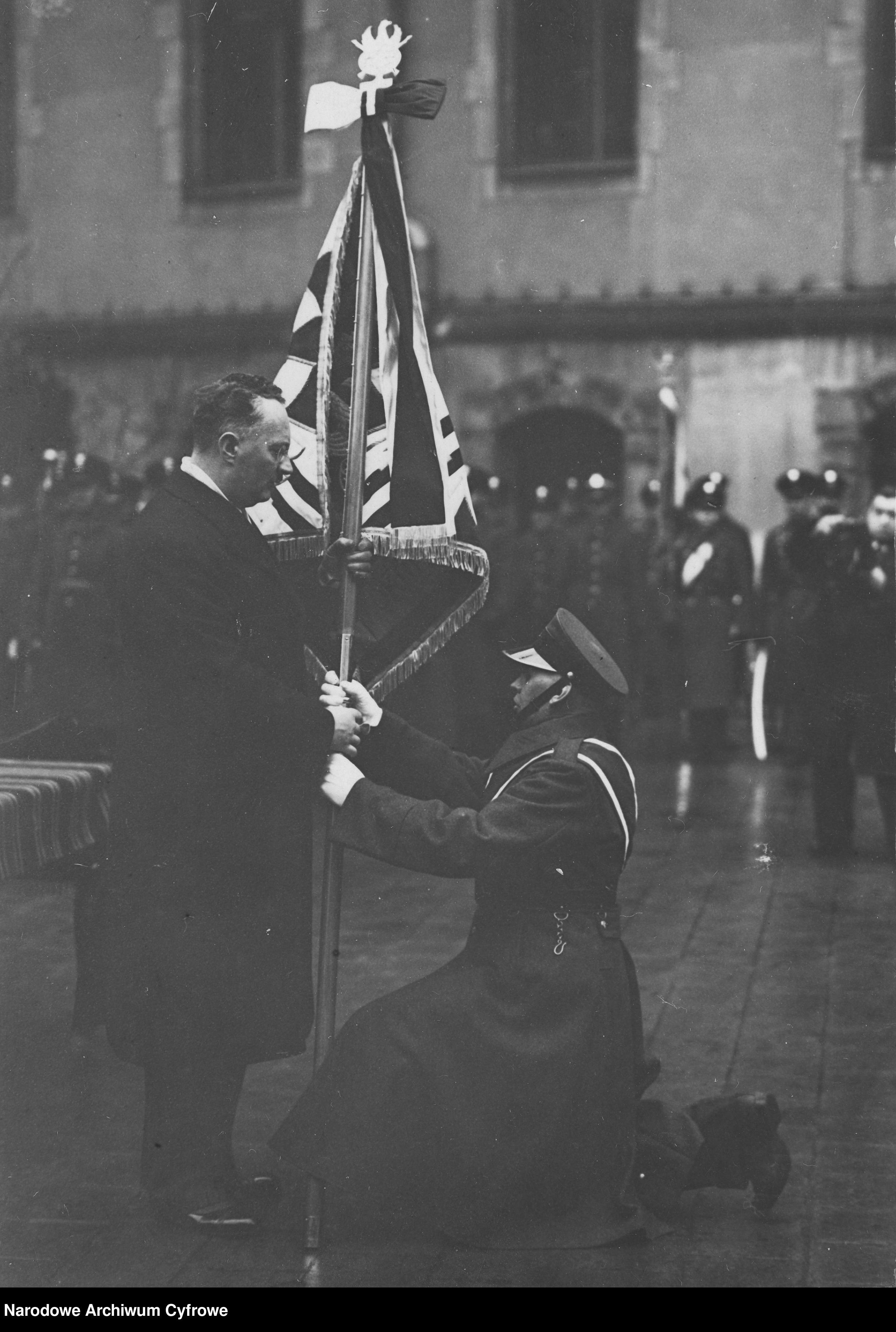
Alfred Wallner wręcza sztandar Pocztowego Przysposobienia Wojskowego

Alfred Maksymilian Karol Wallner, ps. „Kowal”, „Bandera” (ur. 10 marca 1893 w Samborze, zm. 30 czerwca 1948 w Opolu) – podpułkownik łączności Wojska Polskiego, II-wiceprezes Zarządu Okręgu Poznań Związku Legionistów Polskich w 1936 roku, działacz niepodległościowy.

## Życiorys
Urodził się 10 marca 1893 w Samborze, ówczesnym mieście powiatowym Królestwa Galicji i Lodomerii, w rodzinie Franciszka i Albiny. Uczęszczał do Zakładu Naukowo-Wychowawczego Ojców Jezuitów w Bąkowicach pod Chyrowem. W 1911 został członkiem Polowych Drużyn Sokolich.
W sierpniu 1914 wstąpił do 2 pułku piechoty Legionów Polskich. 24 czerwca został mianowany chorążym łączności. 1 listopada 1916 został awansowany na podporucznika. Po awansie został zastępcą komendanta Oddziału Telefonicznego Komendy LP. Po kryzysie przysięgowym służył w Polskim Korpusie Posiłkowym, dowodził I plutonem w kompanii telegraficznej. Aresztowany i sądzony przez Austriaków po próbie przejścia części korpusu pod Rarańczą (15–16 lutego 1918). 2 października 1918, po cesarskiej abolicji, został uwolniony.
31 października 1918 został przyjęty do Wojska Polskiego z byłego Polskiego Korpusu Posiłkowego, z zatwierdzeniem posiadanego stopnia podporucznika. 1 sierpnia 1919 objął dowództwo II batalionu telegraficznego w Puławach. 1 grudnia 1919 został awansowany na kapitana. Pełnił wówczas służbę w Oddziale IIIa Łączności Naczelnego Dowództwa Wojska Polskiego. Według Ordre de Bataille wojsk łączności i formacji telefonicznych z 1 i 25 kwietnia 1920 pełnił w zastępstwie obowiązki szefa łączności 4 Armii. 30 lipca 1920 został zatwierdzony z dniem 1 kwietnia 1920 w stopniu majora, w Korpusie Wojsko Łączności, w grupie oficerów byłych Legionów Polskich. Następnie pełnił funkcję szefa łączności 3 Armii.
1 maja 1921 został przeniesiony do II Batalionu Zapasowego Telegraficznego w Grudziądzu na stanowisko zastępcy dowódcy batalionu. 3 maja 1922 został zweryfikowany w stopniu majora ze starszeństwem od 1 czerwca 1919 i 21. lokatą w korpusie oficerów łączności. Od 20 października 1922 pełnił obowiązki zastępcy dowódcy 3 pułku łączności w Grudziądzu. W marcu 1924 został przydzielony do Obozu Szkolnego Wojsk Łączności w Zegrzu na stanowisko dowódcy batalionu szkolnego. W czerwcu 1924 został przeniesiony do 1 pułku łączności w Zegrzu na stanowisko kwatermistrza. W czerwcu 1926 został przeniesiony do 7 samodzielnego batalionu łączności w Poznaniu na stanowisko pełniącego obowiązki dowódcy batalionu. 12 kwietnia 1927 prezydent RP nadał mu stopień podpułkownika z dniem 1 stycznia 1927 i 2. lokatą w korpusie oficerów łączności. Po awansie został zatwierdzony na stanowisku dowódcy batalionu. W 1929 dowodzona przez niego jednostka została przeformowana w 7 batalion telegraficzny. Z dniem 16 listopada 1932 został przydzielony na pięciomiesięczny informacyjny kurs dla oficerów sztabowych łączności przy Ministerstwie Poczt i Telegrafów. Z dniem 1 kwietnia 1934 został przydzielony do dyspozycji Ministerstwa Poczt i Telegrafów na okres sześciu miesięcy. W tym czasie powierzono mu obowiązki naczelnika Wydziału Technicznego Dyrekcji Okręgu Poczt i Telegrafów w Wilnie. Z dniem 30 września 1934 został przeniesiony do rezerwy z równoczesnym pozostawieniem w rezerwie w 7 batalionie telegraficznym.
Od 1 października 1934 do września 1939 był dyrektorem Okręgu Poczt i Telegrafów w Poznaniu. Obowiązki dyrektora łączył z funkcją prezesa Okręgu Pocztowego Przysposobienia Wojskowego w Poznaniu.
W czasie okupacji niemieckiej i powstania warszawskiego pełnił służbę w Oddziale V Komendy Głównej Armii Krajowej na stanowisku kierownika działu Odtwarzania Sił Zbrojnych. Po kapitulacji powstania trafił do niemieckiej niewoli. Przebywał w Oflagu II C Woldenberg.
Zmarł 30 czerwca 1948 w Opolu, w niewyjaśnionych okolicznościach, będąc zatrzymanym przez funkcjonariuszy Bezpieczeństwa Publicznego. Został pochowany na cmentarzu w Opolu, a później ekshumowany i przeniesiony do grobu rodzinnego na cmentarzu Srebrzysko w Gdańsku.

## Życie prywatne
Alfred Wallner był żonaty z Kazimierą z Kłodzianowskich (ur. 2 kwietnia 1893), z którą miał czworo dzieci: Daniłę (ur. 27 marca 1918 w Samborze), Zbigniewa (ur. 19 sierpnia 1920 w Kielcach, zm. 15 sierpnia 1932), Jerzego (ur. 19 kwietnia 1924 w Grudziądzu) i Alfreda Marię (ur. 1946).

## Ordery i odznaczenia
- Krzyż Niepodległości  – 4 lutego 1932 „za pracę w dziele odzyskania niepodległości”[38][39][1][40]
- Krzyż Oficerski Orderu Odrodzenia Polski – 11 listopada 1937 „za zasługi w służbie pocztowo-telekomunikacyjnej”[33]
- Krzyż Walecznych dwukrotnie[41] (po raz pierwszy „za czyny orężne w bojach Legionów Polskich”[42])
- Złoty Krzyż Zasługi – 10 listopada 1928[43][41]